# Trechnites flavipes
Trechnites flavipes är en stekelart som först beskrevs av Mercet 1921.  Trechnites flavipes ingår i släktet Trechnites och familjen sköldlussteklar. Inga underarter finns listade i Catalogue of Life.